# حركة في التعلم
الحركة في التعلم أو التعليم القائم على الحركة هو أسلوب تدريس يعتمد على مفهوم أن البشر يتعلمون بشكل أفضل من خلال الحركة. يمكن تطبيق طريقة التدريس هذه مع الطلاب، حيث يجب أن تتاح لهم فرص للحركة خلال الحصة الدراسية حتى يأخذوا «فترات راحة ذهنية» لإعادة تركيز انتباههم من أجل أن يتمكنوا من تعلم مواد جديدة. تشير أبحاث الدماغ إلى أن النشاط البدني قبل الحصة (في التربية البدنية على سبيل المثال) وأثناء الحصة يزيد من قدرة الطلاب على معالجة المواد الجديدة والاحتفاظ بها. يعد هذا تطورًا جديدًا ومثيرًا للجدل في مجال التعليم، بالإضافة إلى أنه لا يحمل الكثير من الأبحاث والبيانات التجريبية لدعمه. ومع ذلك، فإن الأدلة القصصية بشأن فوائد دمج الحركة في الفصل الدراسي واعدة.

## فوائد
تحفز الحركة الجسدية الذاكرة طويلة المدى وعملية التذكر لأنها مرتبطة في الدماغ البشري بغريزة البقاء وهو مدعوم بدراسات من التصوير العصبي.  هو مؤكد أيضاً من قبل عدد من الدراسات كالتي أظهرت أن التمارين الرياضية تشكل العضلات وتقوي بعض مناطق الدماغ، بالإضافة إلى زيادة خلايا الدماغ وزيادة التأهب. يقال أنه كلما كانت المهمة أصعب على الطلاب، كلما زاد نشاط المخيخ.  على وجه التحديد، يقال إن فواصل الحركة القصيرة للدماغ تؤدي إلى المزيد من الفرص لمعالجة المعلومات وزيادة تكوين الذاكرة. هي تساهم في النمو المعرفي للطلاب بشكل عام لأنها ترسل الأكسجين والماء والجلوكوز إلى الدماغ، مما يساعده على النمو وتحسين الحالة المزاجية والتحفيز. بالإضافة إلى ذلك، فإن منطقة الدماغ التي تعالج الحركة هي أيضًا الجزء الذي يعالج المهام المعرفية. تم إثبات الصلة بين الحركة والنمو المعرفي منذ ستينيات القرن الماضي خلال تجارب ريتشارد هيلد وآلان هاين التي كشفت عن دور النشاط البدني في تطوير شبكات الدماغ المهمة للوظيفة الذهنية التكيفية.
يمكن أن تساعد فترات راحة الدماغ التي يشارك فيها الطلاب في الأنشطة البدنية في نموهم الجسدي. بالاشتراك مع التنشئة الاجتماعية، والتي تساهم أيضًا في النمو الاجتماعي والعاطفي للمتعلمين - تقدم الحركة طريقة سريعة وملائمة لدعم النمو السريع، خاصة بين المتعلمين الصغار.  يمكن إثبات ذلك من خلال فعالية استخدام المهام البدنية لتلبية احتياجات الطلاب مفرطي النشاط حيث تساعدهم على إطلاق توترهم وطاقتهم، مما يسمح لهم بالتركيز على دراستهم دون التسبب في تشويش في الفصل. تقضي الحركة أيضًا على الخمول الناتج عن الجلوس لفترات طويلة من الزمن. على سبيل المثال، هناك حالات مسجلة تُظهر تحسنًا ملحوظًا في الأداء المدرسي للمتعلمين الذين يقومون بمهام جسدية مثل المشي في فترة الظهر.

## التطبيق في الفصول الدراسية
من الناحية المثالية، يجب أن يمارس الطلاب نشاطًا بدنيًا قبل أن يحاولوا تعلم مواد جديدة. أما في حال لم يكن من الممكن للطلاب ممارسة النشاط البدني قبل المحاضرة، هناك العديد من الطرق ليترك الطلاب مقاعدهم والتحرك خلال فترة الحصة الدراسية. يمكن للطلاب ترك مقاعدهم لتسليم واجب أو الحصول على مذكرة. يمكن جعل الطلاب يقفون لمشاركة إجاباتهم على الأسئلة التي يطرحها المعلم. بعد أن يشاركوا إجاباتهم مع بعضهم البعض يمكنهم الجلوس. إذا كان الطلاب يشعرون بالتعب والنعاس، يمكن للمعلم أن يمنح الطلاب استراحة سريعة للوقوف والتمدد. بمجرد تركهم لمقاعدهم والتحرك قليلاً، سيشعرون بمزيد من اليقظة. يمكن للطلاب الذين يكافحون من أجل الحفاظ على تركيزهم أو يُنظر إليهم على أنهم مشاغبون الاستفادة بشكل كبير من الحركة في الفصل الدراسي.
يمكن للطلاب الأصغر سنًا الاستفادة من مجموعة متنوعة من الأنشطة التي تجعلهم يتحركون وتعزز أيضًا ما يتعلمونه. يدعم التعلم القائم على الدماغ استخدام الحركة في التعلم. وفقًا لجامعة ويسكونسن في ستيفنز بوينت، أحد المبادئ الأساسية للتعلم القائم على الدماغ أن "التعلم يشرك الجسم كله. كل التعلم هو العقل والجسد معاً: الحركة، وتناول الطعام، ودورات الانتباه، والمواد الكيميائية كلها تنظم عملية التعلم." ومبدأ أساسي آخر يقول "يتم تعزيز التعلم المعقد عن طريق التحدي ويمنعه الإجهاد. ومبدأ آخر يقول "التعزيز: يمكن للدماغ أن يكون روابط جديدة في أي عمر. أفضل التجارب هي المعقدة والمليئة بالتحدي مع تلقي الملاحظات المناسبة. تتطور المهارات المعرفية بشكل أفضل مع الموسيقى والمهارات الحركية. (Dï Arcangelo) "المعهد الوطني الأمريكي للصحة ومايو كلينك يسردان التمارين والحركة كطرق لتقليل مستويات التوتر. يمكن للأطفال في سن المرحلة الابتدائية استيعاب من 15 إلى 20 دقيقة فقط من المعلومات في آن واحد. أخذ فترات راحات للدماغ هو وضع يربح فيه الجميع. يمكن للطلاب التعلم خلال فترات الراحة الذهنية هذه بالإضافة إلى العودة إلى مهامهم بحيوية وطاقة متجددة.
جرب أيضًا Drums Alive Academic Beats للحصول على أفكار من شأنها أن تساعد في دروس العلوم والرياضيات.
يمكن أن تتمتع الحركات البسيطة بالقدرة على تحسين الإدراك في ثوانٍ فقط (Krock & Hartung، 1992).
| فئة الحركة                              | أمثلة                                                           | التطبيق في الفصل الدراسي |
| --------------------------------------- | --------------------------------------------------------------- | --- |
| التمرن أو اللعب                         | أنشطة الجري والمطاردة خلال الاستراحة                            | إنشاء روتين للرقص، أنشطة الجري على الفور |
| اللمس أو الرياضة                        | كرة القدم والمصارعة                                             | حصص التربية البدنية |
| اللعب الانطوائي                         | الألغاز، ليغو، الكلمات المتقاطعة                                | البناء باستخدام المواد لإظهار الإبداع أو لتقييم مستوى معرفة المفهوم الذي تم تعلمه. ألغاز المجموعات (يجب على المعلم تكوين روابط أو استخدام عام فقط لبناء الفريق) الكلمات المتقاطعة للمفردات |
| التعلم في الهواء الطلق                  | اللعب في الحديقة والحفر والتنمية الجسدية والاجتماعية والإدراكية | تتعلق بدروس العلوم والتجارب العملية والملاحظة وإقامة روابط واقعية |
| الوقوف والتمدد                          | تاي تشي، واليوجا، والتمدد السلبي أو النشط                       | لعبة يقول سيمون، تحديد الهدف أثناء التنقل، المشي في المعارض، وتمدد الجسم بالكامل، والوقوف للحصول على ورقة أو لوازم قبل الواجب                                                              |
| الألعاب / الأنشطة التنافسية أو الجماعية | سباقات التناوب                                                  | التناوب لحل أسئلة الرياضيات على السبورة |
| اللعب البناء                            | البناء بالمكعبات                                                | بناء نموذج لكيفية عمل شيء ما. |
| استكشافية                               | الغميضة، البحث عن الكنز، التخيل                                 | الغميضة مع إجابات. إخفاء الأدلة التي تؤدي إلى الإجابات في جميع أنحاء الفصل. |
| وظيفي                                   | اللعب الهادف                                                    | رمي الكرة لمراجعة أو بناء المفردات، وصناعة القصص والحركات التي تتضمن حركات معاكسة أو متقاطعة (المس رأسك وافرك بطنك).                                                                       |
| مجموعة غير تنافسية                      | أنشطة بناء الفريق، التفكير الاجتماعي والتعاوني، الرقص، الدراما  | الرسم والقصص التعاونية، ولعب الأدوار، والعروض الجماعية |
| فردي تنافسي                             | الرخام، سباقات المضمار والميدان، لعبة الحجلة                    | تهجئة الكلمات على السبورة، لعبة حقائق الرياضيات حول العالم |
| مغامرة أم ثقة                           | رحلات المشي، دورات الحبال                                       | الرحلات الميدانية، والمشي داخل المدرسة، والسير خارج المدرسة لاستكشاف البيئات. |

### مزايا إضافية للمتعلمين ذوي الاحتياجات الخاصة
العديد من المتعلمين ذوي الاحتياجات الخاصة عالقون في حالات عقلية تؤدي إلى نتائج عكسية، وأنشطة الحركة هي طريقة سريعة لتغييرها. الحركات مثل تلك المتضمنة في ممارسة الألعاب النشطة ستنشط مجموعة متنوعة من مناطق الدماغ. وجدت دراسة أجراها رينولدز وزملاؤه (2003) أن الأطفال الذين يعانون من عسر القراءة تم مساعدتهم من خلال برنامج للحركة. أظهر هؤلاء في مجموعة التدخل تحسنًا ملحوظًا في البراعة والقراءة والطلاقة اللفظية والطلاقة الدلالية مقارنة بالمجموعة الضابطة. حققت مجموعة التدخل أيضًا تقدماً كبيراً في الاختبارات الوطنية الموحدة للقراءة والكتابة والفهم مقارنة بالطلاب في العام السابق.

## روابط خارجية
- مثال على كيفية استخدام هذه النظرية
- تحرك نحو التحسين
- فوائد الحركة في الفصل الدراسي
- الحركة في التعلم: تنشيط الفصل الدراسي
- الحركة والتعلم: ما الصلة؟